# Йоганн Вейєр
Йоганн Вейєр (нім. Johannes Weyer, також Weier і Wier; 24 лютого 1515 — 24 лютого 1588) — голландський лікар та окультист, учень Агріппи Неттесгеймського.

## Біографія
Народився і провів більшу частину життя на кордоні Німеччини та Нідерландів; в 2-й половині 1530-х років навчався і працював у Франції. В 1550-75 роках був придворним лікарем герцога Клевського.

## Праці
Вейєр переважно відомий своїм виступом проти полювання на відьм у книзі «De praestigiis daemonum» (перший том в 1563), де стверджується, що обвинувачені в релігійних процесах жінки є лише жертвами диявола, який сам і вселяє людям вигадки про відьм, і самі по собі не заслуговують суворого покарання. Водночас Вейєру належить детальна класифікація демонів та інструкції для бажаючих викликати їх, що роз'яснюють, як домогтися того, щоб демон служив викликавщій його людині, а не навпаки (книга «Pseudomonarchia Daemonum», 1588). Серед медичних праць Вейєра — книга «Збірник рідкісних медичних спостережень» (лат. Medicarum observationum rararum liber, 1577). На перетині медицини та філософії знаходиться трактат Вейєра «Про страх смерті» (лат. De ira morbo, eiusdem curatione Philosophica, Media & Theologica, 1577).

## Спадщина та визнання
Трактат «Про підступи нечистої сили» був популярний у «чорних» романтиків (Ч. Метьюрин, Едгар По та ін.), багато в чому на нього спирався В. Брюсов при роботі над історичним романом «Вогняний ангел».

## Вейєр у масовій культурі
- Вейєр згадується у відеогрі Amnesia: The Dark Descent як вчений, який зміг перейти в інший вимір.